# Ljubljana
Ljubljana () (italijansko Lubiana, nemško Laibach) je glavno mesto Republike Slovenije. Leži v središču države, v stičišču pokrajin Gorenjske, Notranjske in Dolenjske, ki so nekoč tvorile deželo Kranjsko. Z okoli 290.000 stalnimi prebivalci (2025) na 163,8 km2 je največje in najbolj naseljeno mesto v državi ter središče Mestne občine Ljubljana in osrednjeslovenske statistične regije.
Ljubljana je geografsko, kulturno, znanstveno, ekonomsko, prometno, politično in administrativno središče države, katerega metropolitansko območje šteje več kot pol milijona ljudi ali četrtino prebivalstva Slovenije. Ljubljana je pomembno prometno vozlišče, stičišče mednarodnih avtocest, ki potekajo v štiri smeri (križanje dveh koridorjev-smeri) in železniških prog (5-6 smeri) ter trgovsko središče z največjim nakupovalnim centrom tega dela Evrope (BTC). Na Ljubljano je skozi zgodovino vplivalo več kultur, saj je bila v križišču germanskih, romanskih in slovanskih narodov, njihovih jezikov, šeg in navad. 
Ljubljanske prometne povezave, zgoščenost industrije, znanstvene in raziskovalne institucije ter trgovska tradicija so dejavniki, ki so pripomogli k njenemu vodilnemu ekonomskemu položaju. Ljubljana je sedež osrednjih državnih institucij: slovenskega državnega zbora in predsednika Slovenije, slovenske vlade, vseh njenih ministrstev in javne uprave, vrhovnega in ustavnega sodišča, Banke Slovenije itd. Prav tako imajo v njej sedež skoraj vse druge ustanove nacionalnega pomena: Univerza v Ljubljani, ki je največja in najstarejša slovenska univerza in ki vključuje tudi tri umetniške akademije, največja slovenska zdravstvena ustanova – Univerzitetni klinični center, Narodni, Etnografski in Prirodoslovni muzej, Narodna in Moderna galerija, Slovensko narodno gledališče (Drama) ter SNG-Opera in balet, Slovenska filharmonija, Narodna in univerzitetna knjižnica, Radiotelevizija Slovenija, osrednji slovenski kulturni in kongresni center Cankarjev dom, najstarejša delujoča slovenska kulturno-znanstvena ustanova, Slovenska matica, kakor tudi najvišja nacionalna znanstveno-umetniška institucija, Slovenska akademija znanosti in umetnosti (SAZU) s svojim ZRC, pa tudi večina drugih slovenskih znanstvenih ustanov in inštitutov, med katerimi je največji in najpomembnejši Institut Jožef Stefan. Že od leta 1810 ima Ljubljana Botanični vrt, ki je najstarejša neprekinjeno delujoča kulturna in izobraževalna ustanova v mestu. V Ljubljani je tudi edini javni živalski vrt v Sloveniji ter največje slovensko pokopališče – Žale. Že od leta 1461 je Ljubljana tudi sedež osrednje oziroma največje slovenske rimskokatoliške (nad)škofije in tudi metropolije, od 2006 le še ene izmed dveh na ozemlju Slovenije. V Ljubljani sta mdr. še evangeličanska in pravoslavna cerkev ter edina džamija v državi.
Prvo naselbino na kraju, kjer danes stoji Ljubljana, naj bi, kot pravi legenda, ustanovili Argonavti oziroma starogrški junak Jazon, ki naj bi kralju Aitesu ukradel zlato runo, nato pa s tovariši zbežal pred zasledovalci na ladji Argo, potoval čez Črno morje ter nato po Donavi in Savi prišel vse do Ljubljanice. Tu naj bi argonavti ladjo razstavili, jo prenesli po kopnem med dvema plovnima potema in na ta način prispeli vse do Jadranskega morja. Na poti k morju, ob izviru Ljubljanice, so se ustavili ob velikem jezeru na barju, kjer je živela pošast. Jazon se je spoprijel z njo, jo premagal in ubil. Ta pošast naj bi bila Ljubljanski zmaj, ki je danes prepoznavni simbol mesta in se pojavlja tudi v ljubljanskem mestnem grbu, vendar šele od baročnega obdobja naprej.

## Etimologija
Izvor imena Ljubljana ni pojasnjen, a obstaja več hipotez. Po eni razlagi ime izvira od staroslovanskega vodnega božanstva Laburusa, medtem ko etnolog Robert Vrčon trdi, da je beseda prišla iz latinskega izraza za reko, ki poplavlja (aluviana), nekateri pa so mnenja, da izhaja iz nemškega Laubach (mlačen potok). Podobnost z besedo ljubljena, ki jo je prvi izpostavil Anton Tomaž Linhart, je ljudskoetimološka, vendar dobro sredstvo za prepoznavnost, saj že ime države Slovenija nosi v sebi angleško besedo »love« ali ljubezen.
Ena od možnih etimoloških razlag je, da je mesto prek nemščine dobilo ime po reki Ljubljanici. V srednjem veku se je tako za reko kot za mesto uporabljal staro nemški izraz Laibach – stoječa voda, ki povzroča poplave. Ime je bilo v uradni uporabi do leta 1918. Drugi etimologi so nekoč razlagali, da je ime Ljubljana nastalo iz substratnega imena leubgh, ki je označeval lobanjo, in to po obliki hriba, na katerem stoji Ljubljanski grad. Sodobna etimologija se razlag iz substratnih imen, sposojenih od staroselcev, izogiba. Silvo Torkar in Marko Snoj v Etimološkem slovarju slovenskih zemljepisnih imen tako razlagata etimologijo imena Ljubljana iz osebnega imena Ljubovid, ki naj bi bil ustanovitelj naselbine, iz katere je nastala Ljubljana. Ime Ljubovid se je baje skrajšalo v Ljubid, iz tega je tvorjeno vodno (rečno) ime Lubidja, iz česar se je razvilo vodno ime Ljubija (ki se danes uporablja kot ime za desni pritok Ljubljanice zahodno od Vrhnike), to pa se je morda dodatno skrajšalo v Ljuba. Prebivalci naselbine ob reki z imenom Ljub(ij)a so se imenovali Ljubljane, kar je prešlo v današnji izraz Ljubljana, ki ga je mogoče pojmovati bodisi kot kolektiv (besede, ki izražajo kolektivnost, imajo v slovenščini pogosto končnico -na, npr. družina, dvorana, občina) ali kot rezultat jezikovne asimilacije. Torkarjeva razlaga temelji na dejstvu, da so zaselke in reke pogosto imenovali po tamkajšnjih naseljencih.
Simbol mesta je iz okrasja baročnega grba povzeti Ljubljanski zmaj. Simboliziral naj bi moč, pogum in veličino. Naslikan je bil kot dekoracija na grbu, in sicer nad utrdbo, ki predstavlja utrjeno srednjeveško mesto. Več stoletij kasneje je bil štirikrat materializiran na Zmajskem mostu, ki velja za najlepši most, odmev dunajske secesije. Ljubljanski zmaj je bil dolgo le okrasek na vrhu grba, od baroka dalje pa na njem močno izstopa. Zmaja je v grb med prvimi postavil Valvasor. Predstavljal naj bi simbol čuječnosti. Prej je bilo v grbu le utrjeno mesto z obzidjem na treh gričih. Obzidje je v grbu, na račun zmaja, manjše.

## Zgodovina

### Prazgodovinske naselbine
Okoli leta 2000 pr. n. št. in prej so na Ljubljanskem barju prebivali koliščarji. Živeli so na mostiščih oziroma koliščih, lesenih naselbinah, postavljenih na kole, zabite v dno močvirja ali jezera. Prevažali so se v čolnih, ki jih imenujemo drevaki, ki so bili izdolbeni iz posameznih debel. Izdelali so tudi prve vozove s kolesi. Preživljali so se z nabiralništvom, lovom, ribolovom, živinorejo ter primitivnim poljedelstvom. Kasneje so med indoevropskimi ljudstvi območje današnje Ljubljane poselili Iliri, nato ilirsko-keltsko pleme Japodov, v 3. stoletju so Ljubljansko kotlino poselili keltski Tavriski. Arheološke najdbe kulture žarnih grobišč na grajskem griču, okoli SAZU in vse do Kazine potrjujejo večjo naselbino na območju Ljubljane. Pred 1. stoletjem pr. n. št., ko so jo zasedli Rimljani, je bila Ljubljanska kotlina del kraljestva Norik.

### Emona
Prva naselbina staroselcev je nastala najprej na robu Prul pod grajskim gričem. Rimska naselbina Emona (Colonia Emona (Aemona) Iulia tribu Claudia) pa je nastala na področju med Prešernovo in Vegovo ulico, severno od Mirja, verjetno na lokaciji začasnega vojaškega tabora, ki ga je zgradila XV. legija Apollinaris. Okoli leta 50 je naselbina postala rimski vojaški tabor, utrjen z zidanim obzidjem. Naselje je bilo strateška postojanka in je odigralo pomembno vlogo v številnih vojnah. Štela je med 5.000 in 6.000 prebivalcev, večinoma trgovcev in rokodelcev, pa tudi državnih uradnikov in vojnih veteranov. Ulice so bile tlakovane, hiše zidane, opremljene z javno kanalizacijo, centralnim ogrevanjem. V mesto je bilo speljanih več vodovodov. Boljše hiše so imele pobarvane stene večjih sob in mozaične tlake. Emona se je razvila v pomembno zgodnjekrščansko središče s škofijo in z razvito trgovino. Mesto je imelo že pred rimskim obdobjem tudi svoji vodni božanstvi, Ekorno in Laburusa, ki so ju častili na Barju.

### Nastanek in vzpon srednjeveške Ljubljane
S propadom zahodnega rimskega cesarstva in sledečimi selitvami narodov je propadla tudi rimska Emona. Leta 452 so jo porušili Huni pod Atilovim poveljstvom, kasneje so te kraje pustošili še Vzhodni Goti in Langobardi. Slovanski predniki so se na ta prostor postopoma priselili ob koncu 6. stoletja. Približno tri stoletja kasneje je območje kljub nenehnim madžarskim vpadom prešlo pod frankovsko upravo. Prve pisne omembe Ljubljane kot srednjeveškega naselja segajo v čas med letoma 1112 in 1125, ko je Rudolf iz Tarcenta podaril oglejskemu kapitlju manjšo posest pri Ljubljanskem gradu. Kasneje je območje Ljubljanske kotline prešlo v roke rodbine koroških vojvod Spanheimov.  Poimenovanje Luwigana kot predhodnik današnjega imena se prvič pojavi leta 1144. V 13. stoletju so takratno Ljubljano sestavljala tri z obzidjem postopoma zaščitena in ločena jedra: Stari, Mestni (prvi obzidan) in Novi trg, v katera je vodilo pet vrat, povezovala pa sta ga Spodnji (Špitalski) in Zgornji (Čevljarski) most. Med strnjeno stoječimi hišami so se dvigovale gotske cerkve s svojimi zvoniki. S pridobitvijo mestnih pravic leta 1220 so na gradu lahko kovali tudi lasten denar, mesto pa je sčasoma prevzelo primat Kranju in Kamniku ter postalo glavno mesto dežele Kranjske.
Leta 1270 je mesto zavzel češki kralj Otokar II. Přemysl. Ko ga je porazil Rudolf Habsburški, je mesto leta 1278 prešlo pod njegovo oblast. Habsburžani so mesto uradno preimenovali v Laibach in mu podelili 39 trgovskih in drugih privilegijev. Leta 1461 je Ljubljana z ustanovitvijo škofije pri cerkvi sv. Nikolaja postala stolno mesto. Habsburška vladavina je z izjemo časa Ilirskih provinc (1809 do 1813), Ljubljana je bila njihova prestolnica, zdržala vse do konca prve svetovne vojne.

### Uveljavljanje v umetnosti
V 15. stoletju se je Ljubljana uveljavila tudi s sodobnejšo arhitekturo. Po potresu leta 1511 so mesto obnovili v renesančnem slogu in ga na novo obzidali.
V 16. stoletju je imela Ljubljana približno 5000 prebivalcev, od katerih je okoli 70 % kot materni jezik govorilo slovenščino, preostali pa večinoma nemščino. Kmalu po izidu prvih slovenskih tiskanih knjig (Trubarjevega Abecednika in Katekizma, 1550) je Jurij Dalmatin prevedel Biblijo (natisnjena v Wittenbergu), Adam Bohorič pa izdal več slovenskih slovnic. V tistem času je Ljubljana dobila prvo srednjo šolo, javno knjižnico in tiskarno. Ljubljana je tako postala središče slovenskega protestantizma in s tem tudi kulture. Sledili sta ponovna prevlada katoliške cerkve ter protireformacija.
Leta 1597 so v mesto prispeli jezuiti in ustanovili gimnazijo, ki se je razvila v kolegij. Z ustanovitvijo Academie operosorum Labacensis, družbe učenjakov po italijanskem vzoru, so leta 1693 v mesto prišli številni tuji stavbarji in kiparji (med drugimi tudi Francesco Robba), ki so v baročnem slogu prenavljali oziroma sezidali tudi večino cerkva. Leta 1701 je bila ustanovljena še Academia philharmonicorum, eno prvih tovrstnih glasbenih združenj izven Italije. Častni člani Filharmonične družbe, ki jo je kasneje nasledila, so bili tudi skladatelji Haydn, Beethoven in Brahms, violinist Paganini, med njenimi dirigenti pa je bil tudi Gustav Mahler. V 18. stoletju so rasle manufakture, gospodarski pomen Ljubljane pa je ostajal na področju tranzita.

### Ilirske province in čas po njih
Pod Napoleonovo zasedbo (1809–1813) je bilo mesto prestolnica Ilirskih provinc. Slovenščina je postala uradni jezik, v Ljubljani pa so odprli tudi prvo visoko šolo. Leta 1815 je mesto znova prešlo pod avstrijsko oblast in bilo do leta 1849 upravno središče Ilirskega kraljestva. Leta 1821 je Ljubljana gostila kongres Svete alianse, na katerem so evropski veljaki določili povojne meje. V spomin na ta dogodek je poimenovan Kongresni trg.
V prvi polovici 19. stoletja so delno uredili nabrežja Ljubljanice ter postavili nove kamnite in železne mostove. V Ljubljani je takrat ustvarjal tudi pesnik France Prešeren. Leta 1849 je z Dunaja pripeljal prvi vlak, osem let pozneje pa je bila Južna železnica in s tem povezava s Trstom dokončana. V 1860. letih je bila ustanovljena Slovenska matica. Ljubljanska občina je takrat obsegala mesto in sedem predmestij. Z današnjimi imeni bi jo omejili takole: proti zahodu po Tržaški cesti do Jadranske ulice, proti severozahodu po Cankarjevi do Opere in po Gosposvetski cesti do Evangeličanske cerkve Primoža Trubarja, proti severu po Dunajski cesti do Triglavske ulice, proti severovzhodu po Šmartinski cesti do Žal, proti vzhodu do šentpetrske cerkve in Kodeljevega, proti jugovzhodu pa po Dolenjski cesti do Rakovnika.
Leta 1895 je mesto s 30.000 prebivalci doživelo katastrofalen potres z magnitudo 6,1 po navorni magnitudni lestvici, ki je povzročil 21 žrtev in porušil 10 % od približno 1400 zgradb. Podobno kot po potresu leta 1511 so mesto obnovili v takrat značilnih slogih, neoklasicističnem in secesijskem slogu (glej tudi Art Nouveau v Ljubljani). Obnovili so ga večinoma avstrijski in češki arhitekti. Med najpomembnejšimi stavbami tega obdobja so stanovanjske stavbe okoli sodišča in med Slovensko ter Miklošičevo cesto, deželni dvorec (zdaj Univerza), deželni – zdaj Narodni muzej, Narodni dom, Dekliški licej, prva gimnazija (pozneje klasična) – zdaj osnovna šola Prežihovega Voranca), deželno gledališče (sedaj Opera), nemško gledališče (zdaj Drama), deželno sodišče in druge.
V drugi polovici 19. stoletja se je Ljubljana postopoma uveljavila kot politično in kulturno središče Slovencev. Mesto se je širilo s priključevanjem delov sosednjih občin, in sicer Tivoli, okolica Kolizeja, Vodmat, do dolenjske železniške proge in druga območja. Ob prelomu stoletja so se množile nove pridobitve: vodovod (1890), elektrika in sodobno kanalizacijsko omrežje (1898), tramvaj (1901) ter prvi kino (1907). Veliko zaslug pri tem je imel tedanji župan Ivan Hribar. Leta 1914 so mestu priključili Spodnjo Šiško, leta 1929 pokopališče pri sv. Križu, v 1930-ih letih pa še Zgornjo Šiško, Moste in Vič. Tako je do leta 1935 nastala prva "velika" Ljubljana.

### Stoletje nemirov
Po propadu Avstro-Ogrske leta 1918 je bila Ljubljana pomembno mesto v državi, kasneje Kraljevine Srbov, Hrvatov in Slovencev. Leta 1929 je postala Ljubljana sedež Dravske banovine v  Kraljevini Jugoslaviji. V času kraljevine so bile ustanovljene Univerza (1919), Narodna galerija (1918) ter Akademija znanosti in umetnosti (1938, zdaj SAZU).
Sredi 1930-ih let so na Poljanah  in za Bežigradom po sodobnih, funkcionalističnih nazorih, gradili nove četrti in ulice. V času med vojnama  je podobo mesta najbolj izrazito oblikoval arhitekt Jože Plečnik, čigar pečat je tako močan, da se je arhitektonskega obdobja prijelo kar ime Plečnikova Ljubljana.
Pomembna župana v začetku 20. stoletja sta bila Ivan Hribar in Ivan Tavčar. Oba sta pomagala pri razvoju mesta, podobno kakor kasneje Dinko Puc in Juro Adlešič. Med drugo svetovno vojno je senco na župane kot vodja Ljubljane vrgel Leon Rupnik, generalni inšpektor domobranskih enot, ki so sodelovale z italijanskim in nemškim okupatorjem. Zaradi odpora in pomoči partizanom so italijanski okupatorji februarja 1942 mesto obdali s 30 km bodeče žice, po sledeh katere danes poteka sprehajalna pot. O uporu priča med drugim spomenik v Gramozni jami, kjer so italijanski okupatorji kot povračilne ukrepe ustrelili nad 100 talcev. 
Po drugi svetovni vojni je postala glavno mesto Socialistične republike Slovenije znotraj Jugoslavije. V mesto se je zaradi boljšega ekonomskega statusa priselilo veliko novih meščanov, kar je botrovalo razširitvi in gradnji številnih bivanjskih (stanovanjskih) sosesk.

### Samostojna Slovenija
V Ljubljani je bila 25. junija 1991 razglašena neodvisnost Slovenije, katere središče in prestolnica je še danes. Mesto prestolnice ji zagotavlja ustava, katere 10. člen pravi: "Glavno mesto Slovenije je Ljubljana."
Leta 1997 je Ljubljana gostila Evropski mesec kulture, 2010 pa je bila Ljubljana razglašena za svetovno prestolnico knjige, med drugim sta bila v Športnem parku Stožice zgrajena nov stadion in dvorana. Številni posegi, urejanje novih poti za pešce in zelenih površin so pomagali, da je bila Ljubljana leta 2016 razglašena za zeleno prestolnico Evrope. 
Leta 2021 je organizacija European Best Destinations Ljubljano razglasila za najbolj zeleno mesto Evrope. Ljubljana je bila februarja 2022 po deležu zelenega območja in pokritosti z drevesi v vrhu, po dostopnosti do zelenega prostora pa na repu evropskih glavnih mest. V zadnjih letih so se po podatkih Združenja pridelovalcev okrasnih rastlin Slovenije zelene površine v Ljubljani zmanjšale. Po napovedih raziskave švicarskega inštituta Crowther Lab naj bi se povprečna poletna temperatura med 520 mesti sveta do leta 2050 najbolj zvišala prav v Ljubljani.

## Geografija

### Lega
Mesto s površino 163,8 km² leži v Ljubljanski kotlini, v osrednjem delu Slovenije. Lega na križišču pomembnih prometnic je močno vplivala na njen razvoj. Ljubljana leži približno 140 km zahodno od Zagreba, 250 km vzhodno od Benetk, 350 km jugozahodno od Dunaja ter 400 km jugozahodno od Budimpešte.
Ljubljana ima ob reki Ljubljanici nadmorsko višino 298 m, medtem ko je Ljubljanski grad na grajskem griču na višini 366 m, najvišja točka v Mestni občini Ljubljana (Janški hrib) pa doseže 794 m.

### Vode
Mesto Ljubljana leži v Ljubljanski kotlini, preko katere tečejo reke in potoki: Ljubljanica, Gradaščica, Mali graben (rokav Gradaščice na Barju), Glinščica, Pržanec, Sava, Gameljščica, Črnušnjica, Stokalca, Studenčica (na Studencu pri Psihiatrični kliniki), Dobrunjščica, Rastučnik, Bajer, Gobovšek, Bizoviški potok, Graben, Dolgi potok in Ižica ter umetno zgrajeni razbremenilni prekop Ljubljanice – Gruberjev kanal med Golovcem in Grajskim gričem. 
Ljubljana leži v bližini sotočja rek Ljubljanice in Save, ki se v Beogradu izliva v Donavo, ta pa v Črno morje.
Območje Ljubljanskega polja je bogato s podzemno vodo, ki je glavni vir oskrbe mesta s pitno vodo.
Na južnem obrobju se nahaja Ljubljansko barje, katerega močvirnati vlažni travniki predstavljajo v smislu biodiverzitete zelo bogato območje. Ljubljansko barje je od leta 2008 krajinski park.
Območje mesta Ljubljana je zaradi svoje nižinske lege in hudourniških vodotokov, razen Ljubljanice, reke z zapletenim kraškim zaledjem na več kot 25 % površine poplavno ogroženo . Septembra 1926 je bil tako poplavljen praktično celotni južni del Ljubljane. Poplave leta 2010 so najbolj prizadele Vič, kjer sta poplavljala Gradaščica in Mali graben.

### Geološke značilnosti
Mesto se razteza na aluvialni ravnini (prodnatih nanosih) iz kvartarja. V bližnjih, starejših gorskih območjih čas nastanka kamnin sega v mezozoik (trias) ali paleozoik.
Ljubljano so opustošili številni potresi, zabeleženih je 60 rušilnih, v povprečju 1 hujši vsakih 100 let. Slovenija je v dokaj aktivnem potresnem območju zaradi svojega položaja na jugu evrazijske plošče. Tako je država v križišču treh pomembnih tektonskih con: Alp na severu, Dinarskega gorstva na jugu in Panonske nižine na vzhodu. Na Golovcu deluje ena izmed seizmoloških postaj.

### Podnebje
Podnebje je zmerno celinsko (»Cfb« po Köppenovi klasifikaciji klime), ki meji na subtropsko vlažno podnebje (»CFA« po Köppenovi klasifikaciji klime), s celinskimi značilnostmi, kot so topla poletja in zmerno mrzle zime. Najtoplejša meseca z dnevnimi vzponi običajno do med 25 in 30 °C sta julij in avgust, januar pa je najhladnejši mesec s temperaturami, ki se gibljejo večinoma okoli 0 °C. V povprečju se 90 dni na leto temperature spustijo tudi pod ledišče, ter 11 dni s temperaturo nad 30 °C. Padavine so razmeroma enakomerno porazdeljene med letnimi časi, čeprav sta zima in pomlad po navadi nekoliko bolj suha, kot poletje in jesen. Letna količina padavin je okoli 1.400 mm, zaradi česar velja Ljubljana za eno najbolj namočenih evropskih prestolnic. Nevihte so zelo pogoste v obdobju od maja do septembra in so občasno lahko precej hude. Sneg je značilen v času med decembrom in februarjem, v povprečju pa je mesto s snežno odejo pokrito 65 dni. Mesto je poznano po megli, ki je zabeležena v povprečju 121 dni na leto, večinoma v jeseni in pozimi.
Predvsem pozimi je značilen pojav t. i. temperaturnega obrata, pri katerem se hladnejši in vlažen zrak zadržuje v nižjih plasteh. Poleti je vreme v mestu bolj pod vplivom sredozemskih zračnih tokov, zato so poletja sončna in razmeroma topla.
| Klimatološki podatki              | Klimatološki podatki | Klimatološki podatki | Klimatološki podatki | Klimatološki podatki | Klimatološki podatki | Klimatološki podatki | Klimatološki podatki | Klimatološki podatki | Klimatološki podatki | Klimatološki podatki | Klimatološki podatki | Klimatološki podatki | Klimatološki podatki |
| Mesec                             | Jan                  | Feb                  | Mar                  | Apr                  | Maj                  | Jun                  | Jul                  | Avg                  | Sep                  | Okt                  | Nov                  | Dec                  | Leto                 |
| --------------------------------- | -------------------- | -------------------- | -------------------- | -------------------- | -------------------- | -------------------- | -------------------- | -------------------- | -------------------- | -------------------- | -------------------- | -------------------- | -------------------- |
| Rekordno visoka temperatura (°C)  | 14                   | 19                   | 23                   | 30                   | 31                   | 38                   | 39                   | 35                   | 31                   | 29                   | 20                   | 16                   | 39                   |
| Povprečna visoka temperatura (°C) | 2                    | 5                    | 10                   | 15                   | 20                   | 24                   | 27                   | 26                   | 22                   | 15                   | 8                    | 4                    | 15                   |
| Povprečna nizka temperatura (°C)  | -4                   | -4                   | 0                    | 4                    | 9                    | 12                   | 14                   | 14                   | 11                   | 6                    | 2                    | -1                   | 5                    |
| Rekordno nizka temperatura (°C)   | -27                  | -28                  | -16                  | -5                   | -3                   | 4                    | 7                    | 4                    | 1                    | -2                   | -11                  | -15                  | -28                  |
| Padavin (mm)                      | 88                   | 89                   | 76                   | 98                   | 121                  | 133                  | 113                  | 127                  | 142                  | 151                  | 131                  | 114                  | 1,383                |
| Povprečno št. dni s padavinami    | 13                   | 11                   | 11                   | 13                   | 16                   | 16                   | 12                   | 12                   | 10                   | 14                   | 15                   | 15                   | 157                  |
| Vir: BBC Weather                  |                      |                      |                      |                      |                      |                      |                      |                      |                      |                      |                      |                      |                      |

### Demografija
Še leta 1869 je imela Ljubljana manj kot 27.000 prebivalcev, številka pa je do sredine 1930-ih let dvajsetega stoletja narasla do 80.000, kmalu po 2. svetovni vojni, ko je Ljubljana postala glavno mesto Ljudske (kasneje Socialistične) republike Slovenije, pa je preseglo 100.000 in se naglo povečevalo, zlasti v 60. in 70. letih. Slovenija je praktično edina v takratni Jugoslaviji dejansko izvajala koncept policentričnega razvoja, kar se je odražalo v relativno zmerni rasti Ljubljane v primerjavi z drugimi prestolnicami jugoslovanskih republik, kakor tudi v dokaj enakomernem razvoju vseh slovenskih mest. Demografska rast je ostala razmeroma stabilna med letoma 1999 in 2007, ko se je število prebivalcev gibalo okoli 270.000. Pred letom 1994 je na drugačnem območju popisovanja, ki je vključevalo tudi okoliška naselja (celotno ozemlje nekdanjih petih ljubljanskih občin, združenih v Mesto Ljubljana, sedaj Upravna enota Ljubljana), število prebivalstva preseglo 330.000. Metropolitansko območje Ljubljane, vključujoč satelitska mesta in naselja v Ljubljanski kotlini, je do danes naraslo na več kot pol milijona ljudi, saj se je v zadnjem obdobju selitveni trend delno obrnil in se je veliko nekdanjih prebivalcev Ljubljane preselilo v okoliška mesta in naselja, pri čemer so ohranili zaposlitev v mestu.  
Mestno urbano območje se ob glavnih vpadnicah nadaljuje proti satelitskim naseljem : proti jugozahodu, torej Vrhniki (in Logatcu) so Brezovica, Lukovica, Dragomer, Log, južno od Ljubljane je na južnem obrobju Barja Ig z okolico, proti Podpeči je obcestna Črna vas oziroma iz smeri Brezovice Notranje in Vnanje Gorice proti jugovzhodu Lavrica, Škofljica in Grosuplje, proti severu Trzin in Mengeš na cesti proti Kamniku oziroma Domžale z okoliškimi naselji (najbližji Ljubljani je Dragomelj), proti severozahodu v smeri Škofje Loke oziroma Kranja pa so največje satelitsko naselje in prometno vozlišče Medvode z okolico.
Po popisu prebivalstva 2002 je bilo 39,2 % prebivalcev Ljubljane rimokatolikov, 30,4 % vernikov brez religije/neizrečenih/neopredeljenih, 19,2 % ateistov, 5,5 % pravoslavcev, 5,0 % muslimanov in preostalih 0,7 % protestantov oz. pripadnikov drugih verstev.
| Demografska rast                          |
| ----------------------------------------- |
|                                           |
| Vir: Statistični urad Republike Slovenije |

## Znamenitosti

### Arhitektura
Kljub pojavu višjih zgradb, zlasti na robu mesta, ohranja zgodovinsko središča Ljubljane številne značilne starejše stavbe. V njem se ob hišah 20. stoletja pojavljata baročni in secesijski slog ter historistične stavbe.
Ljubljanski grad se nahaja na vrhu grajskega griča, ki zaznamuje center mesta. Okolica današnjega gradu je stalno naseljena od leta 1200 pr. n. št. Grad je bil prvič omenjen leta 1161. Trdnjava je bila uničena, ko je vojvodina postala del habsburškega cesarstva. Med letoma 1485 in 1495 je bil zgrajen današnji grad opremljen s stolpi. Njegov namen je bil zlasti obramba pred turškimi vpadi in kmečkimi upori. Grad je kasneje dolgo služil kot zapor. Leta 1905 je grad prešel v mestno last in doživel postopno prenovo po letu 1960. Danes je turistična atrakcija s pestrim kulturnim programom. Od leta 2006 je grad z vzpenjačo povezan s središčem mesta.
Staro mestno jedro je srednjeveški obzidani del treh glavnih trgov z mestno hišo, SAZU, univerzitetno knjižnico in Križankami ter številnimi cerkvami. Novejši del obsega baročne in kasnejše razširitve v smeri parka Tivoli in do železniške proge, kjer stoji večina pomembnejših arhitektur, med njimi sedež univerze (ob robu srednjeveškega mesta) zgradil ga je češki arhitekt Jan F. Hráský, uršulinske cerkve, stavbe Slovenske filharmonije in Cankarjev dom. Po potresu leta 1511 je bila Ljubljana močno prezidana. Znova so jo preurejali kasneje, zlasti v 18. stoletju v baročnem slogu in po katastrofalnem potresu v 1895, ki je močno poškodoval mesto. Mesto je bilo razširjeno in dozidano, pretežno s historističnimi palačami in v slogu art nouveauja. Mestna arhitektura je tako mešanica slogov. Velik pečat je med obema vojnama pustil slovenski arhitekt Jože Plečnik, ki je oblikoval več osi mesta, mostove, tudi Tromostovje in med palačami Narodno in univerzitetno knjižnico. Glej galerijo ljubljanskih mostov na Ljubljanici. Prepoznavna ljubljanska stolpnica je Nebotičnik.
V Ljubljani se nahaja več cerkev. Stolnica svetega Nikolaja je ljubljanska katedrala, ki je zlahka prepoznavna zaradi svoje zelene kupole in dveh zvonikov. Stoji ob Ciril-Metodovem trgu v bližini osrednje tržnice in mestne hiše. Prvotno je bila na mestu manjša cerkev, za tem troladijska romanska cerkev, prvič omenjena leta 1262. Po požaru leta 1361 je bila obokana v gotskem slogu. Z ustanovitvijo ljubljanske škofije leta 1461 je cerkev postala stolnica (ob Gornjem Gradu). Osem let pozneje jo je prizadel nov požar, ki so ga najverjetneje zanetili Turki. Med letoma 1701 in 1706 je jezuitski arhitekt Andrea Pozzo izdelal načrt za novo baročno cerkev z dvema stranskima kapelama, zasnovanima v obliki latinskega križa. Cerkev je bila dodatno grajena leta 1841. Notranjost je okrašena z baročnimi freskami slikarja Giulia Quaglia iz obdobja v letih 1703-1706 in 1721-1723.
Reko Ljubljanico, Gruberjev kanal in druge reke in potoke prečkajo številni mostovi. Najbolj znana sta Tromostovje in Zmajski most. Slednji je bil zgrajen med letoma 1900 in 1901 in velja za eno najlepših del dunajske secesije. Ime je dobil po štirih zmajih, ki krasijo konce ograj.
Ljubljanski vodnjaki so v mestnem jedru prisotni že od njenega nastanka, saj so bili pomembni za razvoj mesta kot takega. Starejši vodnjaki in vodovodi so bili znani že v antični Emoni. Ljubljana ima nad 40 delujočih vodnjakov, ki večinoma krasijo trge in parke in imajo pomembno kulturno-zgodovinsko ozadje. Na Mestnem trgu stoji replika najpomembnejšega izmed njih, Robbovega vodnjaka v baročnem slogu. Njegov izvirnik je bil leta 2006 zaradi težav s korozijo prestavljen v Narodno galerijo.
- Mestna hiša
- Mestni trg
- Zasnežen Kongresni trg
- Urbančeva hiša na Prešernovem trgu
- Ljubljanski grad
- Stolnica svetega Nikolaja
- Ljubljana z Nebotičnika
- Robbov vodnjak
- Prešernov trg in Tromostovje

### Parki in vrtovi
V Ljubljani je približno 30 ha parkov, največji del te površine zavzema park Tivoli s površino 17,5 ha. Leta 1813 ga je zasnoval Francoz J. Blanchard. Danes obsega približno 5 km². Imel je tri glavne avenije s kostanjevimi drevoredi. Osrednjo os je razširil in spremenil Jože Plečnik. Znotraj parka se menjujejo drevoredi in skupine različnih dreves, nasadi rož ter parkovna oprema s posebnimi klopmi, igrali, kipi in vodnjaki, zlasti pred Tivolskim gradom in današnjim Muzejem novejše in sodobne zgodovine Slovenije. Urejene so igralne površine za otroke, v park se zajedajo pokriti bazen, športna igrišča  in Hala Tivoli. Skupaj z Rožnikom in Šišenskim hribom park oblikuje površine krajinskega parka. Med letoma 1921 in 1939 je Jože Plečnik med Moderno galerijo in Tivolskim gradom uredil Jakopičevo sprehajališče, poimenovano po vodilnem slovenskem impresionističnem slikarju Rihardu Jakopiču.
Ostalo površino si deli 28 manjših parkov, med katerimi so najbolj znani:
- Argentinski park/park Ajdovščina
- park Zvezda (na Kongresnem trgu)
- Miklošičev park
- Muzejski park
- Park Arturo Toscanini
- Kodeljevo
- Severni mestni park
- Šmartinski park

Po drugi svetovni vojni sta bila odprta le Severni mestni park (v planu je še razširitev) v neposredni bližini Gospodarskega razstavišča in Navja oziroma severno od Kolodvora ter Šmartinski park in Park izbrisanih na dvorišču nekdanje tovarne Rog. V načrtu je tudi ureditev celotnega dela Save z okolico, ki teče skozi MOL in ureditev parka na severu Ljubljanskega barja.
Ljubljanski živalski vrt leži pod Rožnikom. V vrtu so zbrane živalske vrste z vseh kontinentov, predvsem pa vrste, značilne za področje, kjer se stikajo alpski, panonski in sredozemski svet.
Botanični vrt v Ljubljani deluje že od leta 1810 in je najstarejša kulturna, znanstvena in izobraževalna ustanova v Sloveniji z nepretrganim delovanjem. V njem je preko 4.500 vrst, podvrst in oblik, od katerih je več kot tretjina domačih, ostalo pa so rastline iz različnih predelov Evrope in ostalih kontinentov. Vrt sodeluje z več kot 270 botaničnimi vrtovi iz celega sveta. Ukvarja se z znanstvenoraziskovalno in pedagoško dejavnostjo. Ima pomembno nalogo pri vzgoji in varovanju endemičnih in ogroženih (prizadetih, ranljivih in redkih) vrst slovenskega ozemlja.

## Uprava

### Upravna enota Ljubljana
Upravna enota Ljubljana je ozemeljska enota državne uprave, ki zajema območje Mesta Ljubljana, ki je združevalo nekdanjih pet ljubljanskih mestnih občin oziroma sedanje občine, ki so nastale na tem ozemlju poleg MOL in ima več izpostav v samem mestu, kakor tudi v okolici.

### Lokalna samouprava
Mestna občina Ljubljana je razdeljena na 17 četrtnih skupnosti z lastno (samo)upravo. Četrtne skupnosti sprejemajo predloge občanov (prebivalcev četrtnih skupnosti) in jih posredujejo pristojnim organom MOL ter sodelujejo pri pripravi in izvedbi aktivnosti na področju četrtne skupnosti. Pred tem jo je sestavljalo pet samostojnih občin (Bežigrad, Center, Moste-Polje, Šiška in Vič-Rudnik), ki se še vedno pokrivajo z volilnimi enotami oziroma Upravno enoto Ljubljana.
| 1. Bežigrad 2. Center 3. Črnuče 4. Dravlje 5. Golovec 6. Jarše 7. Moste 8. Polje 9. Posavje |  | 1. Rožnik 2. Rudnik 3. Sostro 4. Šentvid 5. Šiška 6. Šmarna gora 7. Trnovo 8. Vič |

### Policija
Pristojnosti Policijske uprave Ljubljana obsegajo površino 3.807 km², kar predstavlja 18,8 % državnega nacionalnega ozemlja. Sestavlja jo 17 policijskih postaj, ki so v začetku leta 2008 skupaj zaposlovale 1.499 delavcev, od tega 1.310 policistov ter 189 drugih delavcev policije. S približno 41.000 kaznivih dejanj v letu 2008 ima Ljubljana ugled varnega in mirnega področja.

## Gospodarstvo
Leta 1981 je ljubljanski BDP na prebivalca znašal 260 % jugoslovanskega povprečja. Ljubljana proizvede približno 25 % slovenskega BDP-ja. Leta 2003 je bila stopnja aktivnega delovnega prebivalstva 62 %; od tega je bilo 64 % zaposlenih v zasebnem in 36 % v javnem sektorju. Januarja 2007 je stopnja brezposelnosti znašala 6,5 % (v primerjavi s 7,7 % leto prej in v primerjavi z nacionalnim povprečjem 8,7 %).
Industrija, zlasti farmacevtska, petrokemična in živilska industrija, ostaja najbolj pomembna gospodarska dejavnost. Druga področja vključujejo bančništvo, finance, promet, gradbeništvo, obrti, storitvene dejavnosti in turizem. Javni sektor zagotavlja delo na področju izobraževanja, kulture, zdravstva in lokalne uprave. Zlasti v zadnjih 2 desetletjih je pomembna panoga trgovina.
Na Ljubljanski borzi, ki je od leta 2008 v lasti Dunajske borze, kotirajo zlasti večja slovenska podjetja. Nekatera od teh imajo sedež v glavnem mestu; na primer trgovska veriga Mercator, naftne družbe Petrol in telekomunikacijski ponudnik Telekom Slovenije. V mestu deluje več kot 15.000 podjetij, večina od njih v terciarnem sektorju.
Stanovanja v Ljubljani so med dražjimi v Evropi.

## Izobraževanje in znanost
Študentje predstavljajo sedmino celotne ljubljanske populacije, kar mestu daje mladosten karakter. Univerza v Ljubljani, najstarejša in največja slovenska ter edina ljubljanska univerza, je bila ustanovljena leta 1919. Sestavlja jo 23 fakultet in 3 akademije, ki (med drugim) ponujajo študij medicine, aplikativnih znanosti, filozofije, prava in uprave v slovenskem jeziku. Ima približno 64.000 študentov in okoli 4.000 zaposlenih. Narodna in univerzitetna knjižnica je imela v letu 2004 skupno 1.169.090 knjig. V letu 2006 je 55 osnovnih šol obiskovalo skoraj 21.000 učencev, medtem ko se je na 32 srednješolskih ustanovah, med katerimi je približno polovica splošnih (izmed teh dve klasični) ali strokovnih gimnazij, izobraževalo 25.797 dijakov.  Iz nekdanje Tehniške srednje šole v Ljubljani je nastal Šolski center Ljubljana z višjo strokovno šolo ter Evropsko šolo. 3. teden v maju je na Slovenski cesti Maturantska parada.
V Ljubljani ima sedež tudi več nacionalnih raziskovalnih ustanov, med katerimi so najpomembnejše Znanstvenoraziskovalni center SAZU, Inštitut "Jožef Stefan" (oba imata tudi podiplomski šoli), Kemijski inštitut in Nacionalni inštitut za biologijo, pa tudi več zasebnih visokošolskih zavodov, med katerimi so Fakulteta za pravo in poslovne vede (FPV) kot zametek bodoče Katoliške univerze, GEA College - Fakulteta za podjetništvo in Center višjih šol, izpostavi Nova univerze, univerze Alma Mater Europaea in drugi, tudi Javni zavod Cene Štupar - Center za izobraževanje Ljubljana. 

## Zdravstvo
Univerzitetni klinični center Ljubljana, osrednja slovenska zdravstvena ustanova, pod različnimi imeni deluje že od leta 1786, ko je cesar Jožef II. podpisal odlok o ustanovitvi Civilne bolnice v Ljubljani in letno sprejme prek 100.000 bolnikov.
Onkološki inštitut, ustanovljen leta 1937, je eden boljših centrov za onkologijo v srednji Evropi in eden prvih, ki je združil zdravljenje z raziskovanjem in pedagoško dejavnostjo na področju onkologije.
Zdravstveni dom Ljubljana, razdeljen na 7 enot, opravlja osnovno zdravstveno dejavnost in s svojimi službami zagotavlja zlasti preventivne zdravstvene preglede ter zdravljenje lažje poškodovanih ali bolnih. V manjšem obsegu zagotavlja tudi specialistično ambulantno dejavnost.

## Kultura
V Ljubljani deluje 15 muzejev, 41 galerij, 11 gledališč ter 4 profesionalni orkestri in več kinodvoran. Med muzeji imajo izjemne zbirke Narodni, Prirodoslovni, Etnografski in Muzej novejše zgodovine ter Železniški muzej. Številne razstave ima Muzej za arhitekturo in oblikovanje. Med galerijami izstopata Narodna in Moderna, svojo zbirko ima Muzej sodobne umetnosti v muzejskem kareju Metelkova. Bolšji sejem je vsako nedeljo v starem mestnem jedru. Leta 2006 so muzeji privabili 264.470, galerije 403.890 in gledališča 396.440 obiskovalcev.
Vsako leto se v Ljubljani zvrsti več kot 10.000 kulturnih dogodkov, med temi je 10 mednarodnih festivalov za gledališče, glasbo (npr. Ljubljana festival in Trnfest) in umetnost nasploh.
Ljubljana, v središču različnih slovenskih vinorodnih dežel, je znana kot »mesto vina in vinske trte«, ki so jih na pobočju grajskega hriba posadili že Emonci. Teden knjige (začenja se na svetovni dan knjige) vključuje prireditve in prodajo knjig na Kongresnem trgu. Na predvečer praznika dela je na ljubljanskem Rožniku praznovanje s kresom.
Slovenska filharmonija, ki je osrednja glasbena ustanova v Ljubljani in v Sloveniji, prireja koncerte klasične glasbe domačih in tujih izvajalcev, veliko časa pa posveča tudi mladim izvajalcem z raznih glasbenih šol. Ustanovljena je bila že leta 1701 v okviru Academije Operosorum in spada med najstarejše tovrstne ustanove v Sloveniji in v Evropi.
Narodna (ustanovljena leta 1918) in Moderna galerija razstavljata dela najvplivnejših slovenskih slikarjev. V AKC Metelkova mesto, ki ima svoje prostore v obnovljeni bivši avstro-ogrski vojašnici na Metelkovi ulici, je središče umetniške alternativne kulture. Na AKC Metelkova mesta so številni klubi, umetniška galerija, koncertni prostori, kjer igrajo različne zvrsti glasbe. Tu imajo rezidenčne prostore številni umetniki in obrtniki Podoben avtonomen kulturni center je bil v nekdanji tovarni Rog (izseljen 2021 - stavba v rekonstrukciji). Po letu 1980 je Ljubljana postala središče avantgardnega (retrogardističnega) umetniškega gibanja Neue Slowenische Kunst (ustanovljeno 1984), ki so jo sestavljale predvsem glasbena in večmedijska skupina Laibach, slikarji kolektiva IRWIN in gledališko-scenski projekti režiserja Živadinova.  
Od leta 1984 v Ljubljani vsako leto poteka Festival LGBT-filma, ki prikazuje filme z LGBT-temami in motivi ter je najstarejši tovrstni filmski festival v Evropi. Zadnja leta je največ projekcij festivala v Slovenski kinoteki.
Ljubljana je bila leta 2015 imenovana za Unescovo mesto literature (Unescov program Mesto literature je del širše mreže ustvarjalnih mest).

## Mediji
Časopisi
V Ljubljani izhaja več splošno-informativnih (dnevnih) časopisov, kot je Delo, Dnevnik, Slovenia Times in brezplačnik Žurnal24,, finančni kot so Finance, Podjetnik in Economist in športni - Ekipa.
Radio
Prestolnica ima več radijskih postaj. Poleg nacionalnih pod okriljem RTVS (Prvi program, Ars in Val202) program oddaja še več komercialnih radijskih postaj: Radio 1, Radio Antena, Radio Center, Radio Ekspres, Radio Salomon ter alternativni programi Radio Študent, Radio Veseljak in Radio Ognjišče.
Televizija
V Ljubljani ima sedež javna Radiotelevizija Slovenija, ki oddaja tri programe (TV SLO 1, TV SLO 2 in TV SLO 3) ter glavni komercialni postaji Pop TV in Kanal A.

## Šport in rekreacija
V Ljubljani deluje več športnih klubov, med katerimi so najbolj znani hokejski HDD Tilia Olimpija, ki nastopa tudi v mednarodni ligi EBEL, košarkarski KK Union Olimpija, ki nastopa nastopa tudi v Evroligi, nogometni NK Olimpija, rokometni RK Krim in odbojkarski ACH Volley. 
Najpomembnejši mestni športni objekti so Plečnikov stadion Bežigrad, ki je več let v postopku prenove, Hala Tivoli, ki je domača dvorana za HDD Tilia Olimpija, ter leta 2010 zgrajena objekta Stadion Stožice, kjer domače tekme igra NK Olimpija, in Arena Stožice, ki je domača dvorana za KK Union Olimpija, RK Krim in ACH Volley. Na Kodeljevem je pri Fakulteti za šport športna dvorana in bazen, drug pokrit bazen je v Tivoliju, 2025 dograjen Športni park Ilirija z velikim pokritim (olimpijskim) bazenom; poleg njih je v mestu še več letnih (odkritih) bazenov-kopališč. V Tivoliju je Športni park Stanka Bloudka, kjer je poleg Hale Tivoli tudi drsališče, kotalkališče, minigolf itd. Na Viču se nahaja Gimnastični center Ljubljana.
Ljubljana je v svoji zgodovini gostila več odmevnih športnih prireditev, tudi svetovno prvenstvo v športni gimnastiki v letih 1922 in 1970, svetovno prvenstvo v košarki leta 1970, svetovno prvenstvo v umetnostnem drsanju leta 1970, svetovno prvenstvo v hokeju na ledu elitne divizije leta 1966 in še osemkrat prvenstvo druge divizije, evropsko prvenstvo v rokometu leta 2004 ter svetovno prvenstvo v kajak in kanu slalomu v letih 1955, 1991 in 2010. Leta 2013 se je v mestu odvijalo Evropsko prvenstvo v košarki.
Od leta 1957 je drugi teden v maju v počastitev osvoboditve Ljubljane (9. maj 1945) organiziran Pohod po poti spominov in tovarištva (znan tudi kot pohod ob žici). Vsako leto od 1996 naprej zadnjo nedeljo v oktobru Ljubljanski maraton na mestne ulice pritegne več tisoč tekačev.
Center Ljubljane leži med dvema manjšima vzpetinama, Rožnikom z dvema vrhovoma (Cankarjev Vrh-Rožnik, 394 m, Šišenski hrib, 429 m) in Grajskim gričem (366 m), na katerem stoji Ljubljanski grad. 
Na obrobju mesta so hribi Šmarna gora, Rašica, Golovec, Toško čelo, malo dlje pa še Krim in vrhovi Polhograjskega hribovja, ki ponujajo kratke izlete v naravo. (glej tudi Izleti v okolici Ljubljane).

## Prometna infrastruktura
Ljubljana je v središču slovenskega cestnega omrežja, ki preko avtocestnega obroča povezuje mesto z vsemi deli države in pomembnimi mesti v okolici (avtocestna povezava s Trstom, Benetkami ter Reko na jugozahodu (A1/E70); z Mariborom, Gradcem in Dunajem (A1/E57); z Zagrebom in naprej v nekdanjo Jugoslavijo (A2-E70); s Celovcem in Salzburgom na severozahodu (A2-E61), zaradi česar je pomembna vstopna točka za severnoevropske turiste. Tranzitni promet skozi samo mesto je preusmerjen s pomočjo Ljubljanske obvoznice v obliki kroga okoli mesta.
Že arhitekt Fabiani je načrtoval notranji cestni obvozni obroč, ki bi razbremenil prometa središče Ljubljane. Notranji obroč tvorijo naslednje ceste: Tivolska cesta, Bleiweisova cesta, Aškerčeva cesta, Zoisova cesta, Karlovška cesta, Cesta za Gradom, Roška cesta, Lipičeva ulica, Njegoševa cesta, Masarykova cesta in Trg OF. Fabianijev most je bil zadnji manjkajoči element; z njegovo dograditvijo leta 2012 je bil obroč sklenjen.
Avtobusna mreža, ki jo upravlja Ljubljanski potniški promet (v lasti MOL) (na osnovi plačilne kartice Urbana) je trenutno najbolj uporabljana in razvita oblika javnega prevoza v Ljubljani. Avtobusi so pogovorno imenovani trole. Izraz izvira iz obdobja med letoma 1951 in 1971, ko so po Ljubljani vozili trolejbusi. Možna je izposoja koles, in najem taksija. V letu 2009 se je z uvedbo mestne vozovnice začel ponovno vzpodbujati tudi javni promet na ljubljanskem železniškem vozlišču.
Kolesarski promet v Ljubljani predstavlja opazen delež vsega prometa, še posebej poleti. 
Kolesarske steze so po večini ločene od cestišča, ponekod obarvane z rdečo barvo in na križiščih večinoma speljane posredno (tj. z zamikom). Leta 1998 je bila dolžina kolesarskih stez približno 65 km, leta 2009 pa 130 km. Označevanje novih kolesarskih stez je del projekta mestne občine Civitas Elan. Na nekaterih ulicah, kjer ni kolesarskih stez, npr. na povezovalni cesti med Njegoševo in Roško cesto preko Fabianijevega mostu na Ljubljanici, je kolesarjenje prepovedano. Omejevalni prometni režim za kolesarje so v Sloveniji uvedli sredi sedemdesetih let dvajsetega stoletja. Na nekaterih odsekih so prepovedi v zadnjih letih odpravili, bodisi z označenjem kolesarskih stez ali gradnjo paralelnih namenskih kolesarskih cest. Od leta 2000 obstaja Ljubljanska kolesarska mreža, društvo kolesarjev, ki kolo uporabljajo kot prometno sredstvo. V maju 2011 je bil vzpostavljen sistem izposoje javnih koles Bicike(lj), ki je na voljo na podlagi uporabe mestne kartice Urbane. Leta 2015 Ljubljano pričeli uvrščati na lestvico kolesarjem prijaznih mest (na 13. mesto).
Znaten del središča ljubljane je zaprt za motorna vozila in spremenjen v peš cono. Za zagotavljanje mobilnosti vsem, ki to potrebujejo, je na voljo več ekektričnih vozil (Kavalir), ki so brezplačno na voljo na klic ali pa vozijo po vnaprej določeni trasi.
Železniška postaja Ljubljana predstavlja najpomembnejše železniško križišče v državi in stoji ob železniški povezavi Nemčije s Hrvaško (München-Salzburg-Ljubljana-Zagreb), obenem pa je izhodišče za obisk Dunaja, Trsta ter Budimpešte. Regionalni vlaki poleg tega vozijo še v smeri Novega mesta, Kamnika ter Kopra. V neposredni bližini je Avtobusna postaja Ljubljana, s katero bo železniška postaja v prihodnosti združena v Potniški center Ljubljana.
Letališče Jožeta Pučnika (LJU) leži 26 km severno od mesta in je izhodišče za številne (zlasti evropske) destinacije, kot na primer: Amsterdam, Atene, Barcelona, Beograd, Bruselj, Budapešta, Bukarešta, Kopenhagen, Dublin, Dunaj, Frankfurt, Helsinki, Istanbul, Kijev, London, Manchester, Moskva, München, Ohrid, Paris, Podgorica, Praga, Priština, Stockholm, Skopje, Waršava, Tirana, Tel Aviv in Zurich.
- Železniška postaja in avtobusi pred njo
- Mestna avtobusa na Celovški cesti
- Železniška proga pri centralnih delavnicah v Mostah
- Rdeče obarvana kolesarska steza na Slovenski cesti (križišče z Gosposvetsko cesto)
- Postaja sistema izposoje koles Bicikelj
- Namenska kolesarska steza v Tivoliju
- Potek ljubljanske obvoznice
- Cestni promet - križišče Slovenske, Dunajske, Tivolske ceste in Trga OF
- Ljubljanski notranji obroč cest z lokacijo zadnje zapolnjene točke, Fabianijevim mostom

## Mednarodno povezovanje
Ljubljana sodeluje z mesti iz različnih delov sveta. Pobratena je z naslednjimi mesti:
| - Pesaro (16. marec 1964) - Parma (11. april 1964) - Chemnitz (17. oktober 1966) - Bratislava (4. marec 1967) - Sousse (27. julij 1969) - Wiesbaden (30. marec 1977) - Tbilisi (7. oktober 1977) | - Leverkusen (30. avgust 1979) - Reka (23. oktober 1979) - Čengdu provinca Sečuan (25. oktober 1981) - Dunaj (14. julij 1999) - Atene (1. marec 2000) - Moskva (20. maj 2000) | - Zagreb (21. februar 2001) - Sarajevo (24. januar 2002) - Mardin (8. april 2003) - Regija Bruselj (28. april 2004) - Skopje (23. april 2007) - Beograd (24. november 2010) |

Ljubljana deluje tudi v več evropskih organizacijah mest (npr. tudi v uporabniški skupini IT organizacij evropskih glavnih mest), je članica mreže mest in prek nacionalnega združenja občin deluje v odboru regij EU, Kongresu lokalnih in regionalnih oblasti Sveta Evropa in v Svetu evropskih mest in regij.

## Osebnosti
V Ljubljani so bile rojene oziroma so v njej delovale številne širše znane osebnosti:
- Bojan Adamič, dirigent in skladatelj zabavne glasbe
- Ernest Aljančič, hokejist, trener in športni delavec
- Mihael Ambrož, politik
- Anton Aškerc, arhivar, pesnik
- Anton Aleksander Auersperg, nemški pesnik (Anastasius Grün)
- France Avčin, elektrotehnik, gornik in inovator
- Dušan Avsec, elektrotehnik, hidromehanik
- Aleksander Bajt, ekonomist
- Albin Belar, seizmolog
- France Bernik, literarni zgodovinar, predsednik SAZU
- Janez Bernik, slikar
- Evgen Betetto, športni delavec
- Julij Betetto, operni pevec in pedagog
- France Bezlaj, jezikoslovec, akademik
- Anton Bitenc, arhitekt
- Demeter Bitenc, filmski igralec
- Janez Bitenc, skladatelj, glasbeni pedagog
- Janez Bleiweis, veterinar, zdravnik, politik, publicist, časnikar
- Karel Bleiweis, zdravnik
- Robert Blinc, fizik, akademik
- Stanko Bloudek, slovenski letalski konstruktor, športnik in načrtovalec športnih objektov
- Janez Bogataj, etnolog, publicist
- Ignacij Borštnik, igralec, gledališčnik
- Peter Božič, pisatelj, dramatik, boem, politik
- Miroslav Brajnik, pevec tenorist
- Ivan Bratko, elektronik, računalnikar
- Dejan Bravničar, violinist
- Gizela Bravničar, baletka in pedagoginja
- Boris Breskvar, tenisač in teniški trener
- Pavel Brežnik, pisatelj, prevajalec
- Srečko Brodar, naravoslovec in arheolog
- Anja Bukovec, violinistka
- Brigita Bukovec, atletinja
- Vilma Bukovec, operna pevka, sopranistka
- Charles de Bourbon (1849-1909), madridski vojvoda, "de facto" španski kralj in francoski prestolonaslednik
- Ivan Cankar, pisatelj, dramatik, politik
- Izidor Cankar, umetnostni zgodovinar, esejist, prevajalec, diplomat
- Anica Cevc, umetnostna zgodovinarka, galeristka
- Anton Cerar-Danilo, igralec, gledališčnik
- Miroslav Cerar, telovadec in olimpijec
- Jože Ciuha, slikar
- Anton Codelli, tehnični izumitelj
- Etbin Henrik Costa, pravnik, strokovni pisec in narodni delavec
- Henrik Costa, zgodovinar, topograf, publicist
- Bojan Čop, jezikoslovec
- Matija Čop, bibliotekar, literarni zgodovinar
- Ivo Daneu, košarkar
- Avgusta Danilova, igralka
- Mira Danilova, igralka
- Igor Dekleva, pianist, skladatelj
- Milan Dekleva, pesnik, pisatelj, dramatik, glasbenik
- Marjana Deržaj, pevka
- Janez Gregor Dolničar, kronist, zgodovinar
- Fran Dominko, astronom
- Luka Dončić, košarkar
- Goran Dragić, košarkar
- Štefka Drolc, igralka
- Vojko Duletič, filmski režiser
- Branko Elsner, nogometni strokovnjak
- Peter Fajfar, gradbenik
- Oton Fettich, humanitarni delavec
- Fran Saleški Finžgar, pisatelj, duhovnik
- Andrej Fleischmann, botanik, vrtnar
- Jurij Fleišman, skladatelj
- Ivan/Janez Dizma Florjančič, astronom, matematik, kartograf
- Ivan/Janez Štefan Florjančič, pravnik, ekonomist
- Anton Foerster, skladatelj, glasbeni pedagog
- Jaroslav Foerster, gradbenik
- Mario Foerster, filmski snemalec in režiser
- Rudolf Francl, pevec tenorist
- Nikodem Frischlin, protestantski šolnik in astronom
- Kajetan Gantar, klasični filolog, prevajalec
- Ferdo Gestrin, zgodovinar
- Peter Pavel Glavar, gospodarstvenik, mecen
- Josip Globevnik, matematik
- Andrej Gosar, sociolog, publicist
- Peter Gosar, fizik, akademik
- Bogo Grafenauer, zgodovinar
- Irena Grafenauer, flavtistka
- Niko Grafenauer, pesnik, publicist, urednik in založnik
- Peter Graselli, politik, župan
- Pavel Grošelj, biolog, publicist
- Gabrijel Gruber, jezuit, šolnik, hidrotehnik
- Anton Gvajc, slikar
- Dušan Hadži, kemik
- Jovan Hadži, biolog
- Karel Janez Herberstein, škof, verski reformator
- Miran Herzog, gledališki režiser
- Boštjan Hladnik, filmski režiser
- Janez Jurij Hočevar, pravnik in glasbenik
- Arne Hodalič, fotograf
- Janez Bertold Höffer, glasbenik, ustanovitelj Academiae philharmonicorum
- Janez Höffler, umetnostni zgodovinar in muzikolog
- Franc Jožef Hanibal Hohenwart, naravoslovec, muzealec, gospodarstvenik
- Janez Nepomuk Hradecky, župan
- Tomaž Hren, škof. mecen
- Ivan Hribar, politik, gospodarstvenik
- Ksenija Hribar, plesalka, koreografinja
- Urška Hrovat, slovenska alpska smučarka
- Svetozar Ilešič, geograf
- Aleksa Ivanc Olivieri, slikarka, grafičarka in restavratorka
- Ciril Jagodic, lutkar
- Rihard Jakopič, slikar
- Matija Jama, slikar
- Slavko Jan, igralec in režiser
- Anton Bonaventura Jeglič, škof
- Nina Jelič, pesnica
- Pavla Jesih, alpinistka in cineastka (??)
- Dušan Jovanovič, gledališčnik (režiser, dramatik)
- Vida Juvan, igralka
- Mila Kačič, igralka in pesnica
- Edvard Kardelj, jugoslovanski in slovenski politik, publicist
- Roman Kenk, biolog
- Taras Kermauner, literarni zgodovinar in kritik, dramaturg, esejist
- Matjaž Klopčič, filmski režiser
- Boris Kobe, arhitekt, slikar
- Ivana Kobilca, slikarka
- Urban Koder, jazz-glasbenik, skladatelj, dirigent
- Josip/Jožef Kogovšek, slikar v 19. stoletju
- Silvester Kopriva, latinist in publicist
- Josip Korošec, arheolog
- Ladko Korošec, operni pevec
- Viktor Korošec, pravni zgodovinar, hetitolog
- Mile Korun, gledališki režiser, scenograf, publicist
- Gojmir Anton Kos, slikar
- Janko Kos, literarni zgodovinar in komparativist
- Milko Kos, zgodovinar
- Tine Kos, kipar
- Albert Kosmač, jezikoslovec, egiptolog
- France Kosmač, pesnik, režiser, scenarist
- Miro Košak, kardiokirurg
- Mirko Košir, publicist, prevajalec in politični obsojenec
- Jani Kovačič, kantavtor, literat
- Lojze Kovačič, pisatelj
- Ferdo Kozak, književnik in politik
- Juš Kozak, pisatelj, kritik, urednik
- Pavle Kozjek, alpinist
- France Kralj, slikar, kipar, risar, grafik
- Mara Kralj, slikarka, kiparka, lutkarica
- Tone Kralj, slikar, grafik, ilustrator, kipar
- Vladimir Kralj, pisatelj, dramaturg
- Fran Krašovec, fotograf
- Metka Krašovec, slikarka
- Uroš Krek, skladatelj in etnomuzikolog
- Etbin Kristan, pisatelj, politik
- Franci Križaj, gledališki režiser
- Aleš Kunaver, alpinist
- Pavel Kunaver, naravoslovec, pedagog, poljudni publicist, športnik
- Pavel Künl in hči Ida Künl, slikarja
- Ana Kunič, biologinja
- Niko Kuret, etnolog, romanist
- Primož Kuret, muzikolog
- Zofka Kveder, pisateljica
- Anton Lajovic, skladatelj
- Uroš Lajovic, dirigent
- Jaka Lakovič, košarkar
- Žiga Lamberg, prvi ljubljanski škof
- Matevž Langus in nečakinja Henrika Langus, slikarja
- Borut Lesjak, skladatelj zabavne glasbe in aranžer
- Lado Leskovar, pevec zabavne glasbe
- Ivan Levar, igralec
- Anton Tomaž Linhart, dramatik, zgodovinar
- Marijan Lipovšek, skladatelj in pianist
- Marjana Lipovšek, mezzosopranistka
- Peter Lovšin, rock glasbenik, kantavtor, pevec
- Rajko Ložar, arheolog, etnolog, umetnostni zgodovinar
- Marija Vera, igralka
- Gustav Mahler, dirigent, skladatelj
- Josip Mantuani, glasbeni in umetnostni zgodovinar, muzealec
- Janez Matičič, skladatelj, pianist
- Anton Melik, geograf
- Vasilij Melik, zgodovinar
- Branko Miklavc, dramatik, pesnik, igralec
- Frane Milčinski - Ježek, humorist
- Janez Milčinski, pravnik in medicinec, predsednik SAZU
- Jakob Missia, ljubljanski škof, goriški nadškof in 1. slovenski kardinal
- Ernst Moro, zdravnik za otroške bolezni
- Ivan Mrak, igralec, dramatik, režiser
- Rado Murnik, pisatelj, časnikar
- Viktor Murnik, sokolski in telovadni organizator
- Julij Nardin, fizik, izumitelj
- Radoslav Nesterovič, košarkar
- Franc Novak, ginekolog, kirurg
- Janez Baptist Novak, komponist
- Lili Novy, pesnica, prevajalka
- Branko Oblak, nogometaš in trener
- Anton Ocvirk, literarni zgodovinar in komparativist
- Lara Ošap, slavistka
- Igor Ozim, violinist
- Dana Pajnič, kiparka
- Bruno Parma, šahist
- Anton Peterlin, fizik in znanstveni organizator
- Mihael Peternel, profesor, naravoslovec in polihistor
- Luiza Pesjak, pesnica, pisateljica
- Raša Pirc, fizik
- Dušan Pirjevec, partizan, literarni zgodovinar in teoretik
- Nikolaj Pirnat, kipar, risar
- Jože Plečnik, arhitekt
- Josip Plemelj, matematik, prvi rektor ljubljanske univerze
- Franc Pogačnik - Naval, operni pevec
- Jožef Pogačnik, ljubljanski nadškof in metropolit
- Marjan Pogačnik, grafik, slikar
- Marjetica Potrč, arhitektka, kiparka, umetnica
- Friderik Pregl, kemik in Nobelov nagrajenec
- Drago Pogorelc - Karus, gledališčnik
- Matjaž Pograjc, režiser
- Marko Pohlin, duhovnik, avguštinec, jezikoslovec (slovničar)
- Matko Prelovšek, gradbenik
- France Prešeren, pesnik
- Janez Krstnik Prešeren, stolni prošt, akademik
- Dušan Prevoršek, fizik, kemik, izumitelj
- Igor Pretnar, režiser
- Ivan Prijatelj, literarni zgodovinar
- Jože Privšek, dirigent, skladatelj, aranžer
- Dinko Puc, politik
- Karel Putrih in Boštjan Putrih, kiparja
- Josef Radetzky, avstrijski maršal
- Ivan Rakovec, geolog, paleontolog
- Fran Ramovš, jezikoslovec
- Primož Ramovš, skladatelj
- Zoran Rant, strojnik, strokovnjak za procesno tehniko
- Krištof Ravbar, škof, deželni glavar
- Edvard Ravnikar, arhitekt, urbanist
- Božena Ravnihar, zdravnica onkologinja
- Vladimir Ravnihar, pravnik in politik
- Marta Remškar in Tatjana Remškar, baletni plesalki
- Josef Ressel, izumitelj ladijskega vijaka
- Francesco Robba, kipar
- Jure Robežnik, skladatelj jazzovske in zabavne glasbe, pianist
- Franc Rode, ljubljanski nadškof in kardinal
- Franc Rozman - Stane, partizanski komandant, narodni heroj
- Bine Rogelj, smučarski skakalec, pianist in karikaturist
- Marjan Rožanc, pisatelj, dramatik in esejist
- Dimitrij Rupel, sociolog, politik, esejist, pisatelj
- Karlo Rupel, violinist in pedagog
- Mirko Rupel, literarni zgodovinar, slovničar, bibliotekar
- Hugolin Sattner, skladatelj
- Janez Ludvik Schönleben, teolog, polihistor
- Franc Schumi (Šumi), slaščičar, zgodovinar
- Majda Sepe, pevka in Mojmir Sepe, skladatelj zabavne glasbe
- Stane Sever, igralec
- Boris Sket, biolog
- Milan Skrbinšek, igralec, gladališčnik
- Vladimir Skrbinšek, igralec, gledališčnik
- Andrej Smole, založnik in zbiralec ljudskih pesmi
- Dominik Smole, dramatik in dramaturg
- Janko Smole, politik in bančnik in Jože Smole, novinar in politik
- Hinko Smrekar, slikar, risar, grafik, ilustrator
- Ati Soss, klarinetist, glasbenik, skladatelj, aranžer
- Jurij Souček, igralec
- Janez Stanovnik, pravnik, politik, ekonomist
- Matej Sternen, slikar
- Viktor Steska, teolog, kulturni in umetnostni zgodovinar
- Gregor Strniša, pesnik, dramatik, tekstopisec
- Aleš Strojnik, izumitelj
- Jožef Marija Šemrl, gradbeni strokovnjak, geodet
- Anton Šivic, gozdar
- Lucijan Marija Škerjanc, skladatelj
- Dane Škerl, skladatelj
- Božo Škerlj, antropolog
- Stanko Škerlj, jezikoslovec in literarni zgodovinar
- Božo Škerlj, antropolog
- Edo Šlajmer, kirurg
- Bojan Štih, gledališčnik, esejist
- Mirko Šubic, slikar, restavrator
- Vladimir Šubic, arhitekt
- Fran Šuklje, politik, zgodovinar
- Alojzij Šuštar, ljubljanski nadškof in metropolit
- Václav Talich, dirigent
- Ivan Tavčar, pisatelj, politik
- Miha Tišler, kemik
- Stanko Tominšek, alpinist, planinec
- Tone Tomšič in Vida Tomšič, revolucionarja in politika, narodna heroja
- Dubravka Tomšič Srebotnjak, pianistka
- Primož Trubar prvi slovenski književnik in religijski reformator
- Henrik Tuma, politik, publicist, alpinist
- DJ Umek, DJ in producent elektronske glasbe
- Janez Vajkard Valvasor, kranjski polihistor, topograf ter kronist
- Anton Verovšek, igralec, gledališčnik
- Ferdo Vesel, slikar
- Fran Vesel, zbiralec, fotograf
- Josip Vidmar, literarni in gledališki kritik, esejist, prevajalec, politik, predsednik SAZU
- Meta Vidmar, plesalka, pedagoginja
- Milan Vidmar, elektrotehnik, šahist, predsednik SAZU
- Sergij Vilfan, pravni etnolog, arhivist
- Matjaž Vipotnik, oblikovalec
- Janez Vlachy, fotograf
- Angela Vode, defektologinja, feministka, publicistka, politična obsojenka
- Anton Vodnik in France Vodnik, pesnika, kritika, urednika
- Valentin Vodnik, pesnik, razsvetljenec
- Božo Vodušek, pesnik, esejist, literarni zgodovinar in jezikoslovec
- Valens Vodušek, dirigent in etnomuzikolog
- Marija Vogelnik, plesalka, pedagoginja, ilustratorka, publicistka
- Ivan Vrhovec, zgodovinar
- Ivan Vrhovnik, zgodovinar
- Majda Vrhovnik, narodna herojinja
- Anton Alojzij Wolf, škof
- Ivan Vurnik, arhitekt, urbanist
- Constantin von Wurzbach, leksikograf, bibliograf, pisatelj, pesnik
- Karel baron Wurzbach pl. Tannenberg, politik, deželni glavar (1866-1871) in deželni predsednik (1871-1872) Kranjske (najstarejši brat Constantina)
- Dizma Zakotnik, avguštinec, prvi zapisovalec slovenskih ljudskih pesmi
- Žiga Zois, podjetnik, naravoslovec in mecen
- Boštjan Žekš, fizik, predsednik SAZU
- Slavoj Žižek, filozof
- Oton Župančič, pesnik, prevajalec, gledališčnik
- Niko Županič, etnolog, antropolog, politik
- Marko Žerovnik, geograf in kartograf, ravnatelj, pesnik in potopisec